# Христианство в Никарагуа

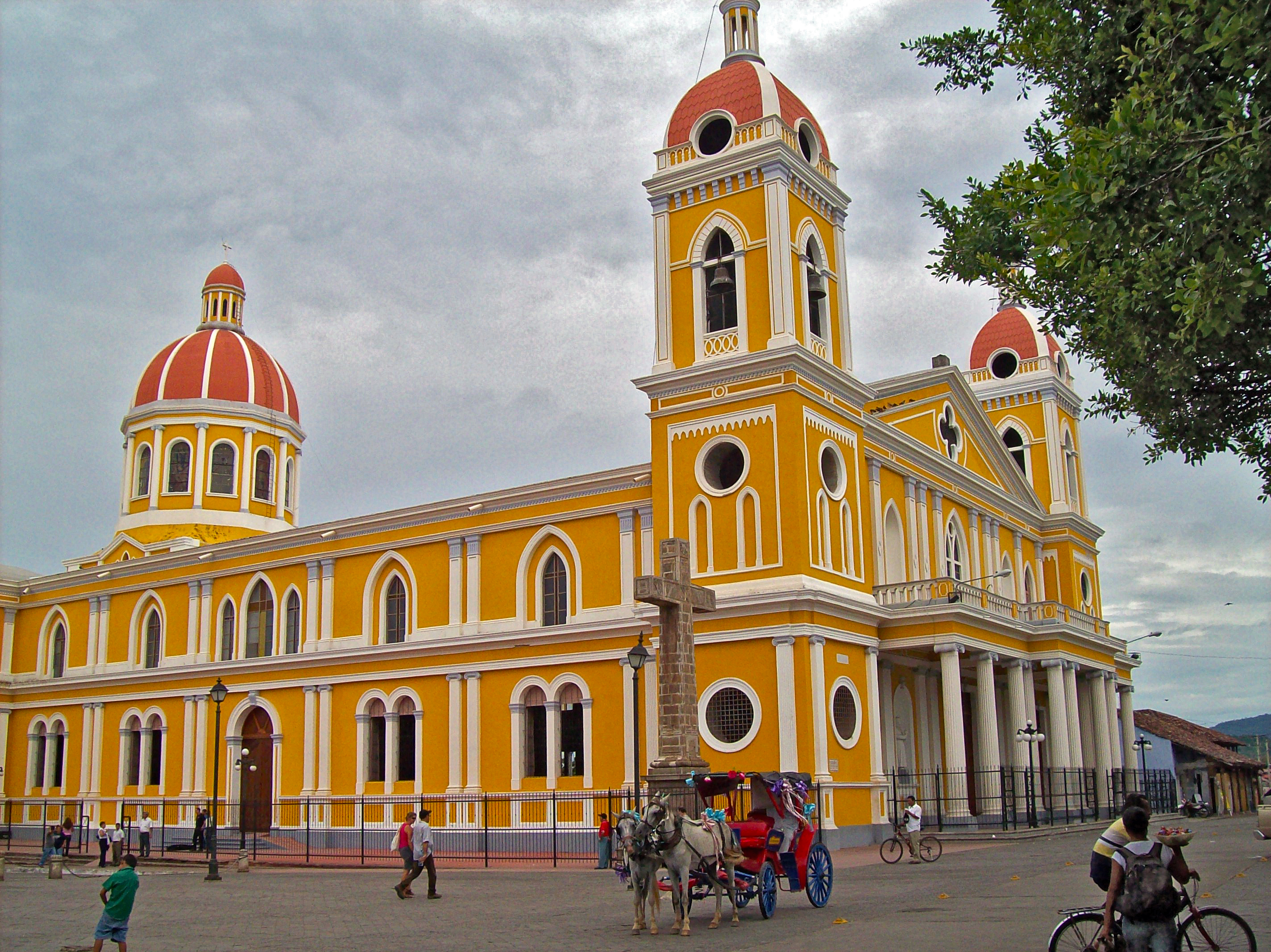
Кафедральный собор в Гранаде

Христианство в Никарагуа — самая распространённая религия в стране.
По данным исследовательского центра Pew Research Center в 2010 году в Никарагуа проживало 4,97 млн христиан, которые составляли 85,9 % населения этой страны. Энциклопедия «Религии мира» Дж. Г. Мелтона оценивает долю христиан в 2010 году в 96 % (5,597 млн).
Крупнейшим направлением христианства в стране является католицизм. В 2000 году в стране действовало 5595 христианских церквей и мест богослужения, принадлежащих 114 различным деноминациям.
Христианство исповедует основной народ страны — никарагуанцы. При этом, христианами также являются большинство живущих в Никарагуа мискито, матагальпа, монимбо, рама, сумо, гарифуна и др.
По состоянию на 2015 год две никарагуанские церкви (баптистская и моравская) входят во Всемирный совет церквей. Консервативные евангельские христиане сотрудничают вместе в Национальном евангелическом совете Никарагуа, связанном со Всемирным евангельским альянсом.